# Laurence Sterne
Laurence Sterne (Clonmel, Irlanda, 24 de novembro de 1713 – Londres, 18 de março de 1768) foi um escritor e clérigo anglicano irlandês, famoso pelo seu romance A Vida e as Opiniões do Cavalheiro Tristram Shandy.
Aos dez anos de idade, Sterne foi mandado para Halifax, na Inglaterra, para estudar. Anos mais tarde, estudou no Jesus College (Cambridge) e se tornou pastor da Igreja Anglicana em Yorkshire, eventualmente se tornando pastor remunerado da Catedral de Iorque em 1733. O bisavô de Sterne fora ordenado arcebispo de Iorque em 1664.
"A Vida e as Opiniões do Cavalheiro Tristram Shandy" foi originalmente publicado em vários volumes, os dois primeiros aparecendo em 1759, e os demais no decorrer dos dez anos seguintes. Controverso, o livro teve reações dissonantes entre os escritores da época, mas o humor grosseiro foi bem aceito pela sociedade londrina. Hoje, o livro é tido como precursor do fluxo de consciência.
Mais tarde, Sterne publicou "Jornada Sentimental pela França e Itália" (1768) baseado em suas viagens pela Europa devido à tuberculose, além de diversos sermões.
"Tristram Shandy" faz uso de técnicas hostis ao leitor, como sequências de dezenas de asteriscos e páginas em branco. Unidos a esses elementos, com a falta de consistência do enredo e a ausência de uma conclusão satisfatória, Sterne consegue o efeito de paródia do (então recente) romance como forma literária.
De especial interesse para leitores de língua portuguesa, A Vida e as Opiniões do Cavalheiro Tristram Shandy teve influência decisiva na obra de Machado de Assis, influência admitida livremente em Memórias Póstumas de Brás Cubas. Já a obra Viagem Sentimental mistura géneros e estilos, influenciando Viagens na minha terra de Almeida Garrett.
Sterne morreu em Londres. Seu corpo foi roubado após a morte, tendo sido assunto de uma aula de anatomia em Cambridge, antes de ser devolvido ao túmulo.

## Obras
- A Vida e as Opiniões do Cavalheiro Tristram Shandy (1959–1967)
- Sermões de Sr. Yorick (1960–1969)
- Cartas a Eliza (1967)
- Viagem Sentimental (1965–1968)